# Ministerio de las Ciudades
El Ministerio de las Ciudades (en portugués: Ministerio das Cidades) es un ministerio del gobierno de Brasil creado el 1 de enero del 2003 con el objetivo de combatir las desigualdades sociales, transformar las ciudades en espacios más humanizados y ampliar el acceso de la población a vivienda, saneamiento y transporte.
El 1 de enero del 2019, el ministerio de las ciudades y el ministerio de integración nacional se fusionaron en el Ministerio de Desarrollo Regional. El 1 de enero del 2023, el presidente Luiz Inácio Lula da Silva recreó el ministerio de las Ciudades.